# Ugledno, Tărgoviște
Ugledno (în bulgară Угледно) este un sat în comuna Omurtag, regiunea Tărgoviște,  Bulgaria. 

## Demografie
Componența etnică a satului Ugledno
     Bulgari (2,81%)
     Nicio identificare (10,56%)
     Altele (86,61%)
La recensământul din 2011, populația satului Ugledno era de 142 locuitori. Din punct de vedere etnic, majoritatea locuitorilor (86,61%) erau alte naționalități, cu o minoritate de bulgari (2,81%). Pentru 10,56% din locuitori nu este cunoscută apartenența etnică.